# ハンプトン (ニューハンプシャー州)
ハンプトン（英: Hampton）は、アメリカ合衆国ニューハンプシャー州のロッキンガム郡にある町。人口は1万6214人（2020年）。大西洋に臨み、夏に観光客でにぎわうハンプトン・ビーチがある。国道1号線と州道27号線の交差点を中心にした地区は国勢調査指定地域 (CDP) である。

## 歴史
マサチューセッツ湾植民地議会がニューハンプシャーで初めて設立した4タウンシップのひとつで、元々はウィナクネット開拓地と呼ばれた。当時のマサチューセッツは植民地外の地域にも権限を及ぼすことができた。アルゴンキン語族のアベナキ族のことばで「心地よい松林」を意味するウィナクネットは、地域の高校の名にもなっている。
1635年3月、ニューベリーのバイフィールドから小舟で上陸したリチャード・ダンマー植民地議会議員とジョン・スペンサーはこの地に深い感銘を受け、開拓を思い立った。2人から要請を受けたマサチューセッツ湾植民地議会は1836年3月3日、ダンマーとスペンサーに「男子を動員し1軒の建物を建てる」よう命じた。2人にはそのための権限が与えられた。
1638年にスティーブン・バチラー師とその信者らがこの町に入植した。師はかつて、グレーター・ロンドンのハンプトンで活動していた。1639年に町制を施行したが、当時の町域はいまのシーブルック、ケンジントン、ダンビル、キングストン、イーストキングストン、サンダウン、ノースハンプトン、ハンプトンフォールズをも含んでいた。
この地に入植したピューリタンのひとりにエクセター出身のトマス・リービットがいる。その子孫のトマス・リービットは州南部の地元政界を長年率いた民主党の大物で、ハンプトン町の測量とまちづくりを推し進めた。また、ジェイムズ・リービットはジョナサン・モールトン将軍のお屋敷を賃借した。さらに時代が下ると、一族は「リービッツ・ハンプトン・ビーチ・ホテル」を経営した。
1850年代のエクセター・アンド・ハンプトン・トロリー線の開業で、ハンプトンはマリンリゾートになった。いまもビーチをあてにしたショップ、レストラン、別荘が立ち並ぶ。

## 地理
国勢調査局によると町の総面積は38.1平方キロで、このうち33.4平方キロが陸地、総面積の12.38%にあたる4.7平方キロが水域である。中心部は14平方キロをしめる。
ハンプトン川とドレイクス川が流れ、町内に降る雨はもれなく大西洋にそそぐ。最高地点はエクセターとの境界近くのブライド・ヒル（海抜46m）である。

## 人口動態
2000年の国勢調査によると、町内には1万4937人、6465世帯、4034家族が住む。人口密度は1平方キロあたり442.6人。住居総数は9349軒で、1平方キロあたりに277.0軒が建つ。人種構成は白人が97.57%、アフリカ系が0.39%、ネイティブ・アメリカンが0.17%、アジア系が0.86%、太平洋諸島系が0.07%、その他が0.25%、混血が0.68%。ヒスパニックないしラティーノは住民の0.90%を占める。
6465世帯のうち26.1%は18歳以下の未成年と暮らし、50.6%は夫婦で生活している。8.7%は未婚の女性が世帯主で、37.6%は家族以外の住人と同居している。30.0%が単身世帯で、9.7%を独居老人が占める。1世帯の平均構成人員は2.28人で、家庭のそれは2.86人である。
世代構成は18歳以下が21.4%、18歳以上24歳以下が5.4%、25歳以上44歳以下が30.5%、45歳以上64歳以下が28.0%、65歳以上が14.7%。市民の平均年齢は41歳である。女性100人に対し男性が94.5人いる一方、18歳以上の女性100人に対しては92.6人いる。
世帯あたりの平均収入は5万4419米ドルで、家族あたりでは6万6000米ドルである。男性の平均収入は4万6727米ドル、女性のそれは3万1695米ドルで、非労働人口を含めた住民一人当たりの収入は2万9878米ドルとなる。総人口の5.9%、家族の4.5%、18歳以下の未成年の7.5%、および65歳以上の高齢者の7.1%は貧困線以下の収入で生計を立てている。

### 中心部
2000年の国勢調査によると、町の中心部には9126人、3800世帯、2473家族が住む。人口密度は1平方キロあたり657.4人。住居総数は4020軒で、1平方キロあたりに289.6軒が建つ。人種構成は白人が97.81%、アフリカ系が0.19%、ネイティブ・アメリカンが0.08%、アジア系が1.08%、太平洋諸島系が0.05%、その他が0.25%、混血が0.54%。ヒスパニックないしラティーノは住民の0.89%を占める。
3800世帯のうち29.2%は18歳以下の未成年と暮らし、54.3%は夫婦で生活している。8.2%は未婚の女性が世帯主で、34.9%は家族以外の住人と同居している。28.3%が単身世帯で、11.2%を独居老人が占める。1世帯の平均構成人員は2.36人で、家庭のそれは2.93人である。
世代構成は18歳以下が23.1%、18歳以上24歳以下が4.6%、25歳以上44歳以下が30.5%、45歳以上64歳以下が26.4%、65歳以上が15.3%。市民の平均年齢は41歳である。女性100人に対し男性が91.7人いる一方、18歳以上の女性100人に対しては88.3人いる。
世帯あたりの平均収入は5万7356米ドルで、家族あたりでは7万1094米ドルである。男性の平均収入は5万130米ドル、女性のそれは3万2468米ドルで、非労働人口を含めた住民一人当たりの収入は3万769米ドルとなる。総人口の3.9%、家族の1.9%、18歳以下の未成年の1.6%、および65歳以上の高齢者の8.7%は貧困線以下の収入で生計を立てている。

## 名所
- ハンプトン・ビーチ
- ジェイムズ・ハウス（1723年築）
- タック博物館

## ゆかりの人物
ハンプトンに住んだことのある有名人を挙げる。
- スティーブン・バチラー師 - 町の創設者
- ユーニス・コール - 魔女裁判の被害者
- ヘンリー・ディアボーン - 医師で軍人
- エイブラハム・ドレイク - 独立戦争期の将校で政治家
- トマス・リービット - 初期の入植者
- スティーブ・メリル - 第77代ニューハンプシャー州知事
- ジョナサン・モールトン - 独立戦争期の将校
- ジェイン・ピアース - フランクリン・ピアース大統領の妻
- トリストラム・ショウ - 州選出の下院議員